# Sci alpino agli VIII Giochi asiatici invernali - Slalom gigante maschile
La gara dello slalom gigante maschile si è svolta il 22 febbraio 2017 al Sapporo Teine di Sapporo in Giappone. 

## Risultati
| Class | Nome                      | 1° run  | 2° run  | Totale  |
| ----- | ------------------------- | ------- | ------- | ------- |
| 1     | Yohei Koyama              | 1:08.00 | 1:09.51 | 2:17.51 |
| 2     | Kim Hyeon-tae             | 1:08.68 | 1:10.69 | 2:19.37 |
| 3     | Hideyuki Narita           | 1:08.98 | 1:11.26 | 2:20.24 |
| 4     | Jung Dong-hyun            | 1:09.78 | 1:10.90 | 2:20.68 |
| 5     | Tatsuki Matsumoto         | 1:09.44 | 1:11.42 | 2:20.86 |
| 6     | Igor Zakurdayev           | 1:11.54 | 1:11.09 | 2:22.63 |
| 7     | Liam Michael              | 1:11.27 | 1:12.35 | 2:23.62 |
| 8     | Evgeniy Timofeev          | 1:10.93 | 1:13.10 | 2:24.03 |
| 9     | Mohammad Kiadarbandsari   | 1:10.91 | 1:13.80 | 2:24.71 |
| 10    | Hossein Saveh-Shemshaki   | 1:12.24 | 1:13.54 | 2:25.78 |
| 11    | Zakhar Kuchin             | 1:12.51 | 1:15.07 | 2:27.58 |
| 12    | Cong Liang                | 1:12.85 | 1:15.63 | 2:28.48 |
| 13    | Xu Mingfu                 | 1:13.90 | 1:15.67 | 2:29.57 |
| 14    | Yohan Goutt Gonçalves     | 1:16.59 | 1:17.83 | 2:34.42 |
| 15    | Jeffrey Webb              | 1:18.24 | 1:17.75 | 2:35.99 |
| 16    | Maxim Gordeev             | 1:17.61 | 1:19.67 | 2:37.28 |
| 17    | Raoul Al-Asmar            | 1:19.19 | 1:20.67 | 2:39.86 |
| 18    | Hira Lal                  | 1:18.38 | 1:21.53 | 2:39.91 |
| 19    | Ho Ping-jui               | 1:21.17 | 1:19.74 | 2:40.91 |
| 20    | Barakatullo Zokirov       | 1:22.11 | 1:23.84 | 2:45.95 |
| 21    | Tursunmurod Sokhibnazari  | 1:21.75 | 1:26.28 | 2:48.03 |
| 22    | Nizomiddin Sayfiddini     | 1:24.93 | 1:24.28 | 2:49.21 |
| 23    | Bakhriddin Goibov         | 1:23.99 | 1:26.44 | 2:50.43 |
| 24    | Othman Mirzan             | 1:25.66 | 1:25.34 | 2:51.00 |
| 25    | Vineet Sharma             | 1:24.17 | 1:27.65 | 2:51.82 |
| 26    | Waqas Azam                | 1:25.23 | 1:28.20 | 2:53.43 |
| 27    | Wu Meng-che               | 1:26.66 | 1:29.76 | 2:56.42 |
| 28    | Zahid Abbas               | 1:31.89 | 1:32.07 | 3:03.96 |
| 29    | Ganbaataryn Buyant        | 1:34.90 | 1:42.45 | 3:17.35 |
| 30    | Suhail Azzam              | 1:48.01 | 1:52.34 | 3:40.35 |
| —     | Zhang Yangming            | 1:11.34 | DNF     | DNF     |
| —     | Muhammad Karim            | 1:15.29 | DNF     | DNF     |
| —     | Himanshu Thakur           | 1:17.35 | DNF     | DNF     |
| —     | Robert Worachai Pinsent   | 1:19.25 | DNF     | DNF     |
| —     | Hayata Wakatsuki          | DNF     |         | DNF     |
| —     | Kyung Sung-hyun           | DNF     |         | DNF     |
| —     | Wang Yu                   | DNF     |         | DNF     |
| —     | Mir Nawaz                 | DNF     |         | DNF     |
| —     | Cyril Kayrouz             | DNF     |         | DNF     |
| —     | Arif Khan                 | DNF     |         | DNF     |
| —     | Safal Ram Shrestha        | DNF     |         | DNF     |
| —     | Park Je-yun               | DSQ     |         | DSQ     |
| —     | Bayanmönkhiin Orkhontamir | DSQ     |         | DSQ     |
| —     | Chagnaagiin Bayarzul      | DSQ     |         | DSQ     |